# Плоть (село)
Плоть — село, находится в Рыбницком административном районе Молдавии в непризнанной Приднестровской Молдавской Республике. Первое упоминание в 1736 году. Население 1002 человека по переписи 2015 года и 898 человек в 2017 году. 
На территории села действует средняя школа, детский сад, Дом культуры, музей, библиотека, лесничество, отделение Сбербанка, отделение связи, 5 магазинов, а также сельская врачебная амбулатория. На территории действуют 4 сельхозпредприятия: ООО «Агро-Люкка», колхоз «Заветы Ленина», 2 фермерских (крестьянских) хозяйства.
Имеются 11 общественных колодцев. Село расположено на северо — востоке республики, в 35 км от города Рыбницы.
Через село проходит речка Окна которая впадает в Днестр.

## История Села
На старом кладбище сохранились надгробные плиты, относящиеся к 1441 году и позже. Из поколения в поколения передавался рассказ о том, что основателем села был человек по имени Логин. Позже село пополнилось людьми, бежавшими от османского ига из Болгарии и Молдавии. Название села произошло от слова «плопь», что означает «тополя». Но в разговорной речи буква «п» заменяется буквой «т» и название села получилось Плоть. В 1894 году князь П. П. Трубецкой построил агрохимическую и метеостанции, которые считались одними из лучших на юге России.
По переписи 1926 года в селе Плоть числились 944 хозяйства крестьянского типа, с общим количеством населения 4053 человека.
В 1929—1930 г.г. развернулась массовая коллективизация. В селе был создан колхоз «Заветы Ленина». Одним из первых председателей колхоза был Гладкий Ефим Иванович. В 1985 году, под руководством председателя Цуркана Михаила Саввовича, колхоз стал миллионером.

### Село во время Второй мировой войны
К началу второй мировой войны из села на фронт пошло примерно 400 человек, вернулось половина.
К 8 сентября 1941 года село было взято 4-й румынской армией.
Во время войны на окраине села был построен румынский дот (ныне разрушен).